# Mordellistena marginalis
Mordellistena marginalis är en skalbaggsart som först beskrevs av Thomas Say 1824.  Mordellistena marginalis ingår i släktet Mordellistena och familjen tornbaggar. Inga underarter finns listade i Catalogue of Life.